# أبو نواس
الحسَنُ بن هانئ المعروف بأبي نُوَاس (145- 198 هـ / 762- 813 م)، شاعر عربي، يعد من أشهر شعراء عصر الدولة العباسية ومن كبار شعراء شعر الثورة التجديدية. وُلد في الأحواز سنة (145هـ / 762م). ونشأ في البصرة، ثم انتقل إلى بغداد واتّصل بالبرامكة وآل الربيع ومدحهم، واتصل بـالرشيد والأمين. وقد توفي في بغداد سنة (198هـ / 813م)، وقال البعض في سنة (196هـ/811م)، وذكر آخرين في سنة (195هـ/810م)، ودفن في مقبرة الشونيزية في تل اليهود، اشتهر أبو نواس بشعر الخمريات وأيضًا شعر الغزل الذي يعبر فيه عن حبه للنساء وللغلمان، ويقال أنه تاب قبل وفاته.

## مولده
أبو نُوَاس (بضم النون، وتخفيف الواو) هو أبو علي الحسَنُ بن هانئ بن عبد الأوَّل بن الصباح الحكمي، وُلد لأب عربي دمشقي، وأمٍّ عربية أحوازية. وكانت ولادته في مدينة الأحواز من بلاد عربستان سنة (145هـ / 762م). وكانت كنيته الأولى أبا علي، ثم غلبَت عليه كنيته أبو نُواس.

## حياته

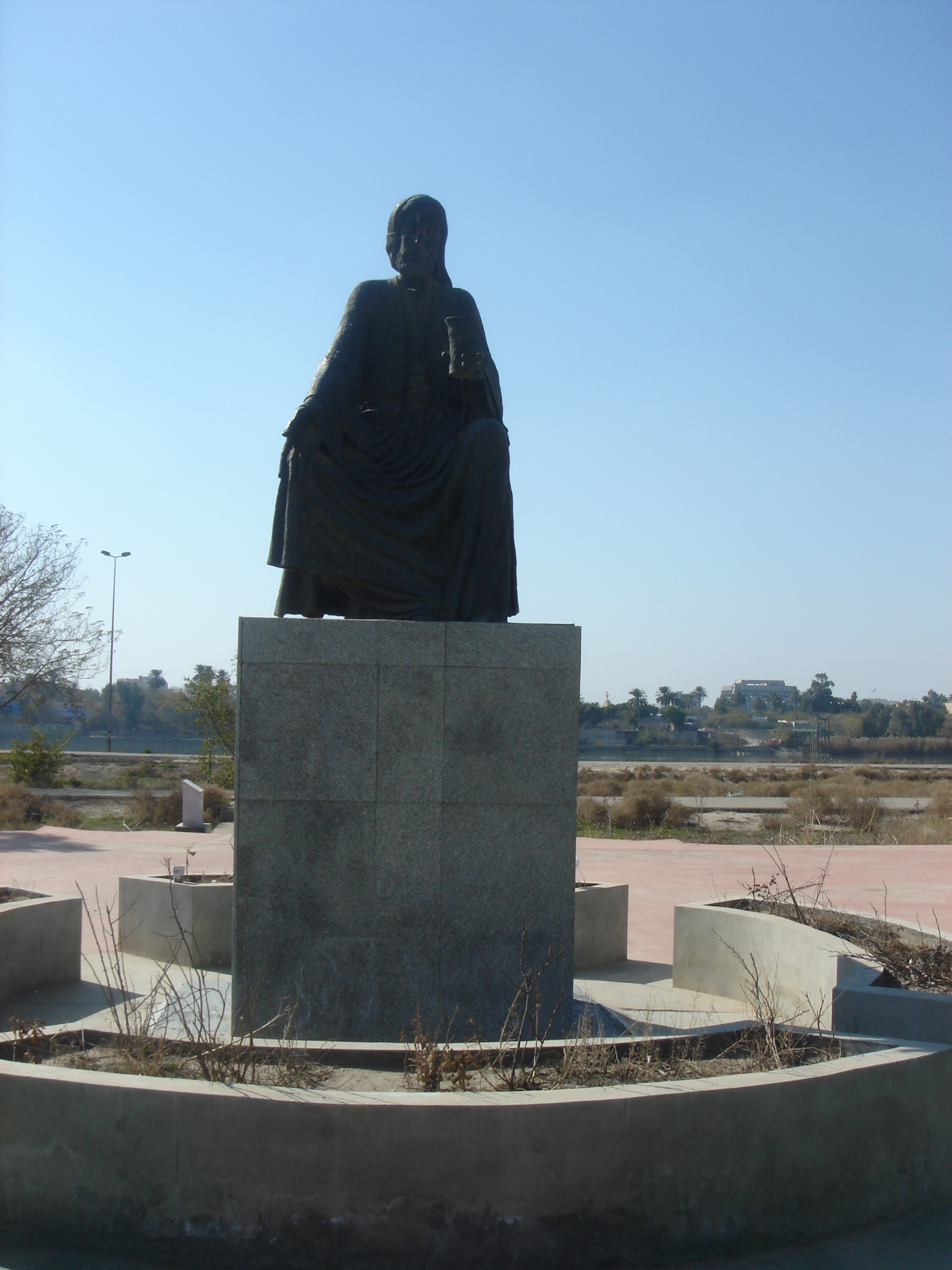
تمثال للشاعر أبو نؤاس في العاصمة العراقية بغداد

بعد هزيمة مروان في معركة الزاب الأعلى، انتقلت أسرة الشاعر إلى البصرة، والطفل أبو نواس في الثانية من عمره، وقيل في السادسة، وما لبث أن مات أبوهُ، فأسلمته أمه إلى الكتاب، ثم إلى عطار يعمل عنده أجيراً، يبري عيدان الطيب.
توفي والده فانتقلت به أمه من الأهواز إلى البصرة في العراق، وهو في السادسة من عمره، وعندما أيفع وجهتهُ إلى العمل في حانوت عطار وحين آلت الخلافة إلى بني العباس، انتقل من البصرة إلى الكوفة، ولم تذكر لنا كتب التاريخ سبب ذلك، غير أنه التقى والبة بن الحباب الأسدي الكوفي أحد الشعراء اللامعين في ميدان الخلاعة والتهتك، فعني به واهتم به أي عناية، إذ عمل على تأديبهِ وتخريجهِ. وصحب جماعةً من الشعراء الماجنين كمطيع بن إياس وحماد عجرد. ثم انتقل إلى بادية بني أسد فأقام فيهم سنةً كاملةً آخذاً اللغة من منابعها الأصيلة. ثم عاد إلى البصرة وتلقّى العلم على يد علمائها أدبًا والشعراء.
عندما توفي والده تلقّفه شيخ من شيوخ اللغة والأدب والشعر، هو خلف الأحمر، فأخذ عنه كثيرًا من علمهِ وأدبه، وكان له منه زاد ثقافي كبير حتى أنه لم يسمح له بقول الشعر حتى يحفظ جملة صالحة من أشعار العرب ويقال: إن أبا نواس كلما أعلن عن حفظه لما كلفه به، كان خلف يطلب إليه نسيانها، وفي هذا لون رفيع من ألوان التعليم، حتى لا يقع هذا الشاعر الناشئ في ربقة من سبقه من الشعراء المتقدمين وقد روي عن أبي نواس قوله: «ما ظنكم برجل لم يقل الشعر حتى روى دواوين ستين امرأة من العرب منهن الخنساء وليلى الأخيلية فما ظنكم بالرجال؟»
وما كاد أبو نواس يبلغ الثلاثين، حتى ملك ناصية اللغة والأدب، وأطل على العلوم الإسلامية المختلفة، من فقه وحديث، ومعرفة بأحكام القرآن، وبصر بناسخه ومنسوخه ومحكمه ومتشابهه، وما أن تم لابن هاني هذا القدر من المعرفة حتى طمح ببصره إلى بغداد، عاصمة الخلافة، ومحط آمال الشعراء. ولكن نظرة سريعة في ديوانه تجد غلبة الخمر عليه، للحد الذي جعله يفضلها على كل شيء.
ولم يقتصر طلبه العلم على الشعراء والأدب بل كان يدرس الفقه والحديث والتفسير حتى قال فيه ابن المعتز في كتابه "طبقات الشعراء": «كان أبو نواس عالمًا فقيهًا عارفًا بالأحكام والفتيا، بصيرًا بالاختلاف، صاحب حفظٍ ونظرٍ ومعرفةٍ بطرق الحديث، يعرف محكم القرآن ومتشابهه، وناسخه ومنسوخه».
وفي البصرة شغف أبو نواسٍ بجاريةٍ تدعى ’جَنان‘ وغناها بشعرٍ كثيرٍ يعبر عن عمق شعوره نحوها. وقد قصد أبو نواسٍ بغداد وامتدح هارون الرشيد ونال مكانةً مرموقةً لديه، ولكنه ـ أي هارون الرشيد ـ كان كثيرًا ما يحبسه عقابًا له على ما يورد في شعره من المباذل والمجون. وقد أطال الرشيد حبسه حتى عفا عنه بشفاعةٍ من البرامكة الذين كان أبو نواسٍ قد اتصل بهم ومدحهم. ولعل صلته الوثيقة بهم هي التي دفعته إلى الفرار حين نكبهم الرشيد فيما عرف فيما بعد بنكبة البرامكة.
ذهب أبو نواسٍ إلى دمشق ثم إلى مصر متجهًا إلى الفسطاط، عاصمتها يومذاك، واتصل بوالي الخراج فيها الخصيب بن عبد الحميد فأحسن وفادته وغمره بالعطاء فمدحه بقصائد مشهورة. توفي هارون الرشيد وخلفه ابنه الأمين، فعاد أبو نواسٍ إلى بغداد متصلًا به، فاتخذه الأمين نديمًا له يمدحه ويُسمعه من طرائف شعره. غير أن سيرة أبي نواسٍ ومجاهرته بمباذله جعلتا منادمته الأمين تشيع بين الناس. وفي نطاق الصراع بين ابني الرشيد، الأمين والمأمون، كان خصوم الأمين يعيبون عليه اتخاذ شاعرٍ خليعٍ نديمًا له، ويخطبون بذلك على المنابر، فيضطر الأمين إلى حبس شاعره. وكثيرًا ما كان يشفع الفضل بن الربيع له لدى الخليفة فيخرجه من سجنهِ. وعندما توفي الأمين رثاه أبو نواسٍ بقصائد تنم عن صدق عاطفته نحوه.

## وفاته
لم يلبث أبو نُواس أن توفي في عام 198هـ/ 813م، أو 196هـ/ 811م، أو 195هـ/ 810م، قبل أن يدخل المأمون بغداد، واختُلف في مكان وفاته أهي في السجن أم في دار إسماعيل بن نوبخت. واختُلف كذلك في سبب وفاته، وقيل إن إسماعيل هذا قد سمَّمهُ تخلصًا من سلاطة لسانه. وذُكر أنه دُفن في مقبرة الشونيزية في الجانب الغربي من بغداد، عند تل يسمَّى تلَّ اليهود، وهي مقبرة الشيخ معروف حاليًّا.

## المعالم
في مدينة بغداد عدة أماكن سميت على أسم أبو نواس. منها شارع أبو نواس الذي يمتد على الضفة الشرقية لنهر دجلة، في أحد الأحياء التي كانت ذات يوم أحد معالم المدينة. تقع حديقة أبو نواس على امتداد 2.5 كيلومتر بين جسر الجمهورية ومنتزه يمتد حتى نهر الكرادة بالقرب من جسر 14 تموز.
في عام 1976 ، سُمِّيَت فوهة بركان موجودة على كوكب عطارد «أبي نواس» تكريمًا له.

## رؤيته في المنام
وقد رآه بعض أصحابه في المنام فقال له: ما فعل الله بك؟ فقال: غفر لي بأبيات قلتها في النرجس:
قصيدة تأمل في نبات الأرض وانظر إلى آثار ما صنع المليك
وفي رواية عنه أنه قال: غفر لي بأبيات قلتها وهي تحت وسادتي فجاؤوا فوجدوها برقعة في خطه:

## أسلوبه

### نفسيته
كان أبو نواس ألعوبةً في يد الأقدار، ميّالًا إلى الدعابة والفكاهة، وقد تكاثرت عقده النفسيّة، فانصرف إلى اللهو والمجون يرى فيهما دواءً للحياة وآلامها، وطلب الخمرة بإلحاح يرى فيها حلًّا لعُقده وتفريجًا لأزماته العاطفيّة، فقاده هذا كلّه إلى فلسفة الإباحة والغفران.

### شاعر الخمرة

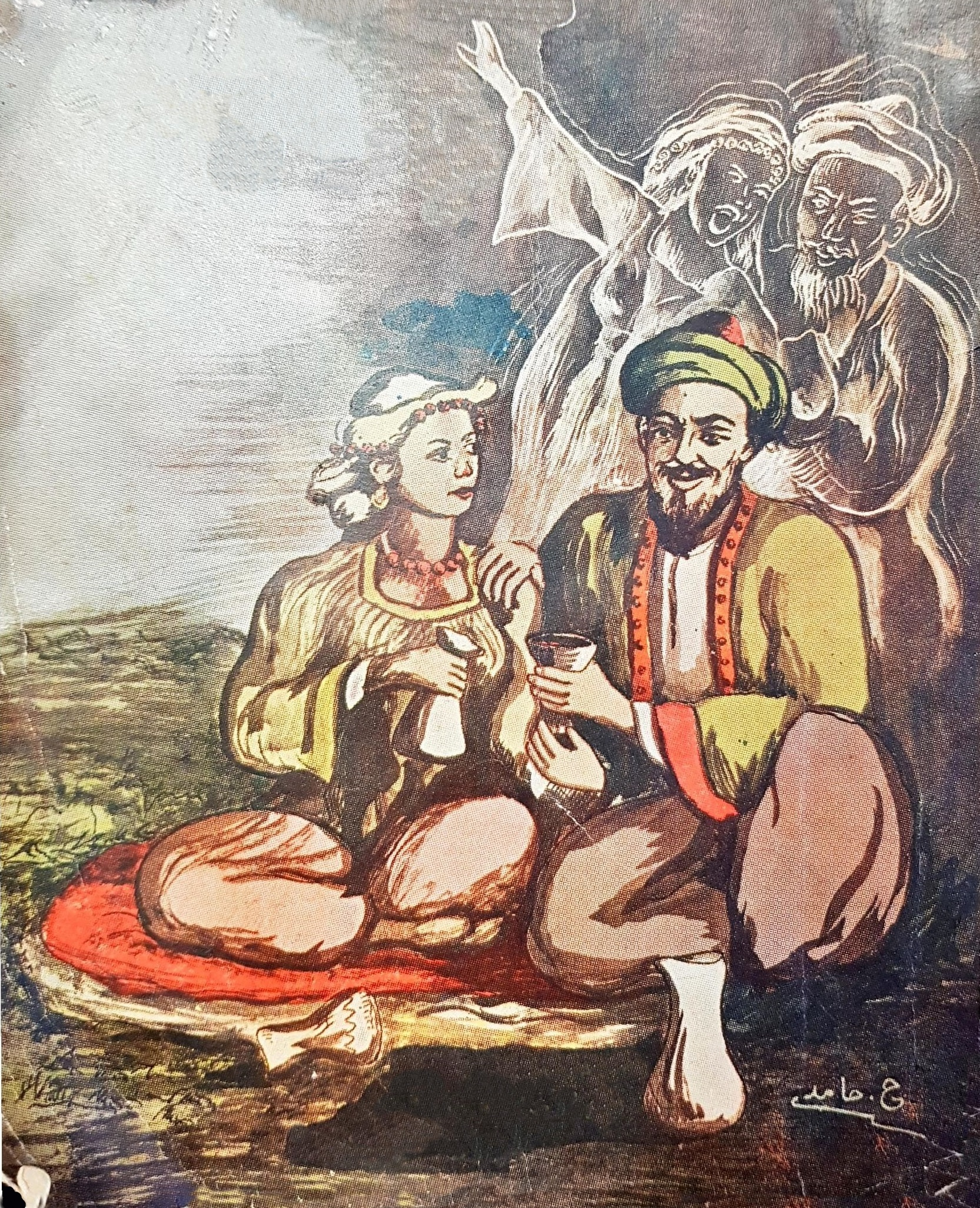
أبو نوَّاس يشرب بِصُحبة جارية.

شاعت الخمرة في عصر أبي نواس، وكثر شاربوها، واشتدّ الجدل بين الفقهاء في أمر تحريمها وتحليلها.[بحاجة لمصدر] وقد نشب الصراع بين أهل القديم والجديد، وبين العرب والشعوبيّة. فالشعوبية راحت تنافس العرب في دينهم وتقاليدهم وأدبهم، وراحت تعزز شأن الخمرة على أنها عنصر من عناصر الحياة الجديدة، وراح شعراؤها يتعصبون على العرب، ويقيمون الخمرة مقام الديار والطلول. فمال إليها أبو نواس في اندفاع وثورة، وشملت ثورته التقاليد العربيّة والدينيّة، واصطبغت بالصبغة الشعوبيّة التي تريد الحطّ من شأن العرب في عقليّتهم وعاداتهم وأخلاقهم وثقافتهم ودينهم.
ولم يحب أبو نواس الخمرة كما أحبّها الأعشى والأخطل وغيرهما، أي لم يعتبرها وسيلة إلى الفرحة والنشوة فحسب، بل زاد على ذلك أنه أحياها، ورأى فيها شخصًا حيًّا، لا على سبيل المجاز، بل على سبيل الحقيقة، فإنه رأى فيها حياة عندما رآها تغلي، وتفور، وتضرم، وتأتلق ائتلاقًا، وتسري في الجسم سريانًا، وتبعث فيه الحياة والنشاط، كما تصبغ العينين والخدّين بحمرة الدم. فهي ذات روح يحاول أبو نواس أن يستلّها من الدنّ ليجعل في جسمه روحين، وهي كائن أشبه بكائن عالم الأفلاك الذي جعله الفلاسفة فوق عالم المادة وتحت عالم الروح، إذ هي مادة روحانية تتصف باللطافة فيكاد الماء لا يمازجها، وهي نورٌ متلألئ، بل هي معنى من معاني المفارقة، أي التي تغاير المادة، حتى أصبحت من المعقولات بالفعل، تُحسّ بها الروح، وتناجيها، وتتعشّقها لأنها جمال من الجمالات الأفلاطونية.
ولم يقف أبو نواس عند هذا الحدّ، بل رأى في الخمرة شيئًا من أُلوهة، ورآها فوق النار التي كانت الفرس يعبدونها، ورآها فوق معبودات الناس أجمعين، حتى كادت تنسيه الله. وصفها بصفات الذّات الإلهيّة، وجعل لها آلاءً وأسماءً حُسنى، وصفات تجلّ عن الشبه والمثل، وهنا يبدو تأثر أبي نواس بحركة الجدل والنزاع القائم في عصره بين علماء الكلام، قال:
ولما كانت الخمرة كذلك راح الشاعر يجلّها، ويبذل كلّ شيء في سبيلها، ونصب نفسه داعياً من دعاتها، وأقام لها طُقوساً لعبادتها وتكريمها، وسعى في إبعادها عن كل من لا يستحقها، لأنّ التقرُّب منها، عن غير استحقاق إثم فظيع.

### شعوبية صارخة
وإلى جانب هذا كلّه فقد عملت شعوبية أبي نواس، ما عملته الشعوبيّة العامّة في المجتمع العباسيّ الأول، فأنهضته على تقاليد العرب في الشعر، وحرّضته على التهجّم التحقيري السّاخر، وعلى التنديد بما يراه جموداً في الذهنيّة العربية، وبداوةً قبيحة في عصر الحضارة والتقدميّة وقد عمد إلى كثير من الألفاظ الأعجميّة للحطّ من شأن اللغة العربية. وعمد، أكثر ما عمد، إلى لغة التخاطب وأساليبه للحطّ من كلاسيكيّة الأساليب العربية القديمة، وأخيراً عمد إلى النقد المباشر فهزئ بالوقوف على الأطلال وبكاء الأحبّة، ورأى أن الخمر الحيّة أجدر بالبكاء من الجِيَف البالية، وان مجالس الشراب أجدر بأن توصف من الرسوم الدارسة التي تنسج الرياح رمالها:
وهكذا يتجلّى لنا أن أبا نواس رجل تفكير يدلي بآرائه في صراحة وجرأة، ورجل نقاش وجدَل يتسلّح بسلاح الأئمة لكي يبرّر موقفه الشاذّ من الحياة، ويقرع الحجّة بالحجّة، في لباقة ومهارة، لكي يبدو لجماهير الشّعب أنّه لا يسير في طريق الضلال، فيخفي، تحت ستار الجدل، تلك الميول الجامحة التي تخضع العقل لمنطقها، وإن كان العقل يؤمن بالله ويتنكّر في أعماقه لأعمال الشذوذ الإنساني التي يغرق في عبابها الإنسان العاقل.

### شاعرالغزل
كان في غزله نزاعا إلى المجاهرة بالفسق، وبلغ القمة في لطف الأداء، وعذبة الانسجام. فحياة أبي نواس وشعره الغزليّ متلاصقان متمازجان، وما غزله إلا عبارة عن اندفاعه وراء الحياة، وقد أراد أن يحيا حياة مليئة، كاملة، حياة المتعة والسعة، تلك الحياة الحرّة في تنوّعها وخصبها، فنادم العظماء، ورافق الشطّار والشذّاذ، وعاشر الخمّارين، وتقلّب مع كل حال مقتنصا الفرص للهو والمجون والمرح. وقد تتبّع الجمال حيثما رآه، تتبّعه بنهمٍ، معرضاّ عن كل جمود أو تقليد، وتتبّعه بذائقةٍ مرهفة، وأراد أن يكون ذلك جهراً في غير ما تستُّر ولا اقتصاد، بل أحبّ الافتضاح والتهتك، وكان أبو نواس مغرماً باستيفاء اللذة واستقصاء المتعة، وقد نظر إلى تعدّد أبوابهما، وإذا به يجدهما في الخمر والنساء، والغلمان، يجدهما في تأنّق الغلاميّات، وعلى أوتار القينات، وإذغ شعره الغزلي يدور حول النساء كما يدور حول الغلمان.

### شاعر الطّرد
قد أصبح الطّرد مع أبي نواس فنّاً مستقلًّا يودعه أوصاف ما يتوسل به للصيد من حيوان وأدوات، وأوصاف مطاردات الوحوش البرّية وما إلى ذلك، وكان معه هذا النوع حافلاً بالدقة والإبداع.

### شاعرالمدح
مدحه تقليديّ متين السّبك رائع الأسلوب، لقد نظم أبو نواس في المدح على عادة الأقدمين وقد اضطر إلى مجاراتهم في اختيار البحور الجليلة، ولزوم جانب الترصّن، والافتتاح بالغزل، ووصف الإبل وما إلى ذلك، وما ذلك إلا إرضاء لذوي السلطان وللتقرّب منهم. وقد برع أبو نواس في هذا الشعر التقليدي براعةً كبرى وإن تكلّفه تكلّفاً، فجارى أكابر شعراء المدح في متانة السبك وروعة الأسلوب، ولكنه لم يأتِ فيه بجديد.

### شاعر الزهد
في شعره الزهديّ صدق ورقّة وعذوبة مؤثّرة.

## ديوانه

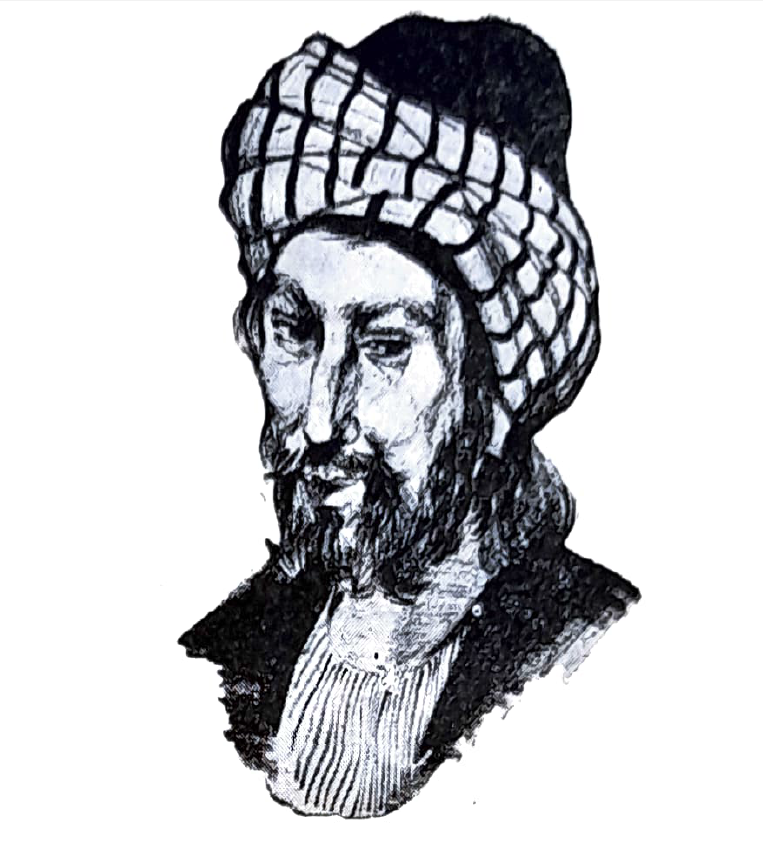
رسمٌ تخيُّليّ لأبو نواس.

لأبي نواس ديوان شعر كبير عُني بجمعه كثير من الأدباء، وطُبع عدّة مرّات في مصر وبيروت، ومن طبعاته الأخيرة طبعة دار الكتب العربي ببيروت، قدّم له أحمد عبد المجيد الغزالي بدراسة لعصر أبي نواس وبيئته وشعره، وقام بتحقيق الديوان وضبطه وشرحه وتذييله بفهرس هجائي للقصائد والمقطوعات التي انطوى عليها. وهذا الديوان يقسم إلى ثمانية أقسام : الخمريات، الغزل، المديح، الهجاء، الرثاء، العتاب، الزهد والطَّرْد.
لقد جمع ديوان أبي نواس كثيرون منهم الصولي المتوفى عام 338هجري (946م) جمعه في عشرة فصول، وحمزة بن الحسن الأصفهاني، ونسخة هذا الأخير أكثر سعة، وأقل تحقيقا، وقد جمعها المهلهل بن يموت بن مزرد الذي كان على قيد الحياة حوالي عام 332هجري (943م) برسالة عنوانها «سرقات أبي نواس»

## آراء بعض الرواة في شعر أبي نواس
- كان أبو عبيدة يقول: ((ذهبت اليمن بجيد الشعر في قديمه حديثه ب امرئ القيس في الأوائل، وأبي نواس في المحدثين)).
- قال عبيد الله بن محمد بن عائشة : ((من طلب الأدب فلم يرو شعر أبي نواس فليس بتام الأدب)).
- وكان يقال: شعراء اليمن ثلاثة، امرؤ القيس وحسان بن ثابت وأبو نواس
- كما قال أبو نواس عن نفسه: ((لو أن شعري يملؤ الفم ما تقدمني أحد)).
- وقال أيضا: (أشعاري في الخمرة لم يقل مثلها، وأشعاري في الغزل فوق أشعار الناس، وأجود شعري إن لم يزاحم غزلي، ما قلته في الطرد (الصيد).)
- قال الإمام الشافعي: «لولا مجون أبي نواس لأخذت العلم عنه»[21]
- قال الإمام الذهبي: «رئيس الشعراء (...) لأبي نواس أخبار وأشعار رائقة في الغزل والخمور ، وحظوة في أيام الرشيد والأمين (...) ما رؤي أحفظ من أبي نواس مع قلة كتبه»[22]

## مختارات من شعر أبي نواس
من قول أبي نواس حين قربت إليه الوفاة:

### الخمر
أبو نواس «شاعر الخمر غير منازع»، والخمر عروس شعره الحقيقية، وفيها تجلت عبقريته المجددة التي رفعته فوق السابقين واللاحقين، فكان من أشهر من قالوا فيها، وقد جعل لها في الأدب العربي بابا مستقلا كاملا. حيث قال:
وقال أيضاً:
وقال أيضاً:

### المديح
- قال يمدح الأمين:

- وقال يمدحه أيضاً:

### في مدح آل البيت
- وقال أيضا يمدح علي الرضا

## أبو نواس شاعر بارز في الشعر الأهوازي العربي القديم
لقد كان يمثل أبو نوأس جمال الشعر العربي في الأهواز في الفترة التي عاش فيها، ومع أنه سكن بغداد حتى رحل عن الدنيا إلا أن صفة الأهوازي لازمته نسبة إلى موطن ولادته الأهواز، ومن هنا كان شعر أبي نوأس يمثل الشعر العربي في موطنه أيضاً.

## الشعر الأهوازي الحديث
لقد عقدت في عبادان ندوة تحت عنوان: قصيدة النثر في الأحواز تم فيهل بحث ومُدارسة نماذج نثرية محلية منها (قطار الشتائم) للشاعر سيد سعيد خجسته، وقصيدة (العربيد) للشاعر حمزة كوتي، وقصيدة (بلاد لم تجدها على الخارطة) للشاعر يوسف السرخي، وقصيدة (تناقضات) للشاعر رسول عودة زادة. وشَكلَ هذا الإنطلاق التأسيسي.

## وصلات خارجية
- أبو نواس على موقع الموسوعة البريطانية (الإنجليزية)